# Orrios
Orrios – gmina w Hiszpanii, w prowincji Teruel, w Aragonii, o powierzchni 35,4 km². W 2011 roku gmina liczyła 152 mieszkańców.